# Westminster (Kolorado)
Westminster – miasto w Stanach Zjednoczonych, w stanie Kolorado, w hrabstwach Adams i Jefferson położone 14 km na północ od Denver. Według spisu w 2020 roku liczy 116,3 tys. mieszkańców, w tym 61,2% należało do hrabstwa Adams. Jest częścią obszaru metropolitalnego Denver. W mieście produkuje się sprzęt telekomunikacyjny.

## Historia
Początki osadnictwa na terenie obecnego miasta Westminster miały miejsce w okresie Gorączki Złota w latach 1858-62 (w związku z odkryciem złóż w okolicach South Platte River Valley). Istnieją dowody, że przed białymi osadnikami obszar ten zamieszkiwany był przez Indian Arapaho. Już w 1881 r. wybudowano pierwszy dworzec kolejowy.
Pierwotna osada nosiła nazwę Harris od imienia dewelopera z Connecticut, który przybył do miasta w 1885 r. i wykupił większość gruntów miejskich. Ostatecznie w 1911 r. przemianowano Harris na współczesne Westminster.

## Galeria

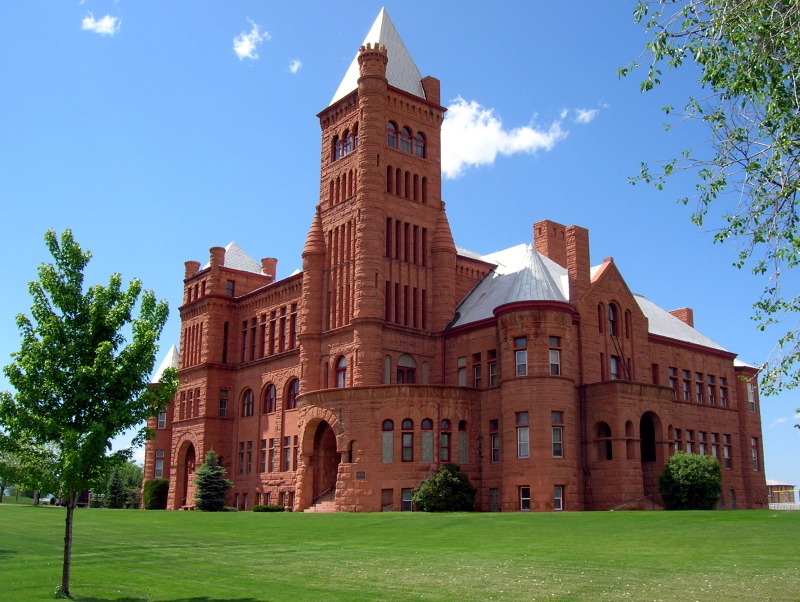
Westminster University, znany również jako Zamek Westminsterski
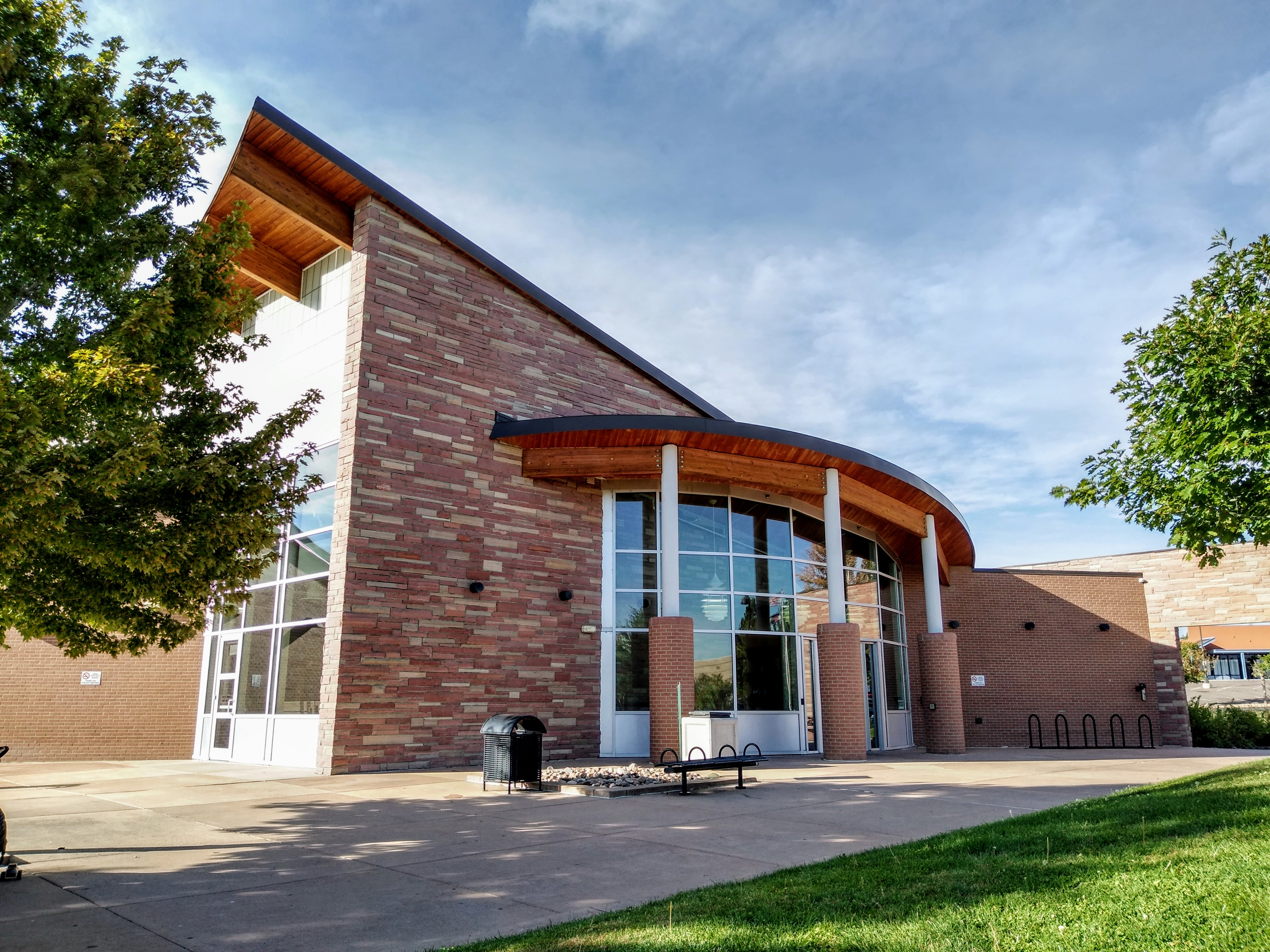
Biblioteka publiczna
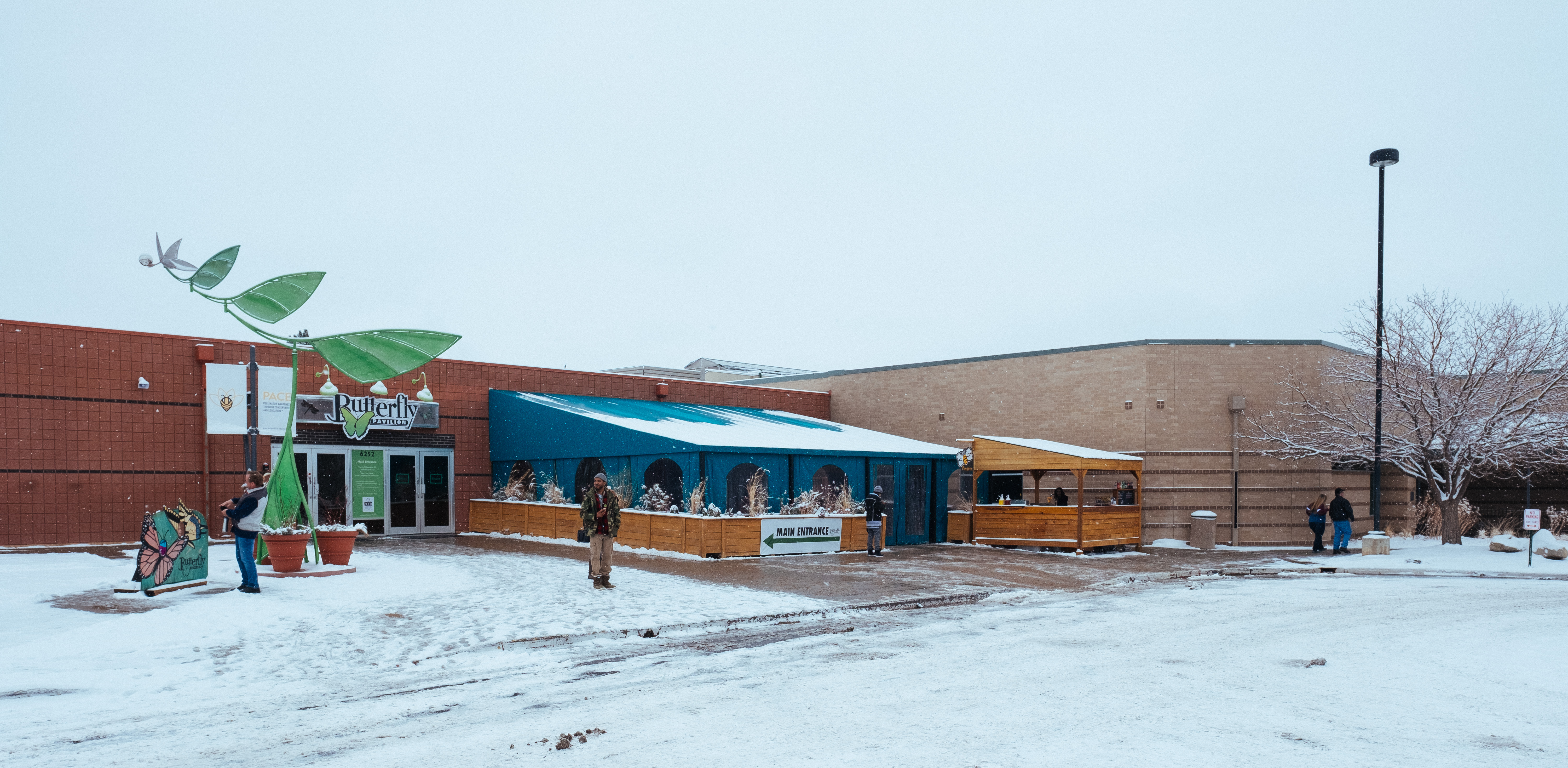
Pawilon motyli